# Dumbrăveni - Valea Urluia - Lacul Vederoasa
Dumbrăveni - Valea Urluia - Lacul Vederoasa este o arie protejată (arie specială de conservare — SAC, sit de importanță comunitară — SCI) din România, desemnată în scopul protejării biodiversității și menținerii într-o stare de conservare favorabilă a florei spontane și faunei sălbatice, precum și a habitatelor naturale de interes comunitar aflate în arealul zonei de protecție. Aceasta se întinde pe o suprafață de 18.024,4 ha, integral pe uscat.

## Localizare
Situl se întinde pe teritoriile administrative ale comunelor Adamclisi, Aliman, Chirnogeni, Cobadin, Deleni, Dobromir, Dumbrăveni, Independența, Ion Corvin și Rasova din județul Constanța. Centrul sitului Dumbrăveni - Valea Urluia - Lacul Vederoasa este situat la coordonatele 44°08′53″N 27°52′45″E / 44.147972°N 27.879294°E.

## Înființare
Situl Dumbrăveni - Valea Urluia - Lacul Vederoasa (ROSCI0071) a fost declarat sit de importanță comunitară în decembrie 2007 pentru a proteja 4 specii de plante și 23 de specii de animale. Situl a fost protejat și ca arie specială de conservare în mai 2022. Acesta include ariile naturale Locul fosilifer Aliman, Locul fosilifer Credința, Pereții calcaroși de la Petroșani și Pădurea Dumbrăveni.

## Biodiversitate
Situată în ecoregiunea de stepă, aria protejată conține 8 habitate naturale: Lacuri eutrofice naturale cu vegetație de tip Magnopotamion sau Hydrocharition, Păduri de stejar alb estice, Păduri mixte riverane de Quercus robur, Ulmus laevis și Ulmus minor, Fraxinus excelsior sau Fraxinus angustifolia, de-a lungul marilor râuri (Ulmenion minoris), Păduri stepice euro-siberiene cu Quercus spp., Păduri panonice-balcanice de stejar turcesc - stejar sesil, Tufișuri caducifoliate ponto-sarmatice, Stepe ponto-sarmatice, Liziere de ierburi înalte hidrofile de câmpie și de nivel montan până la alpin.
La baza desemnării sitului se află mai multe specii protejate:
- plante (4): Centaurea jankae, Himantoglossum jankae, Pontechium maculatum subsp. maculatum, Potentilla emilii-popii
- amfibieni (2): buhai de baltă cu burtă roșie (Bombina bombina), triton cu creastă dobrogean (Triturus dobrogicus)
- mamifere (6): vidră de râu (Lutra lutra), hamster românesc (Mesocricetus newtoni), liliac cu aripi lungi (Miniopterus schreibersii), liliacul cu potcoavă a lui méhely (Rhinolophus mehelyi), popândău (Spermophilus citellus), dihor pătat (Vormela peregusna)
- nevertebrate (5): Catopta thrips, fluturele de noapte (Eriogaster catax), rădașcă (Lucanus cervus), fluturele purpuriu (Lycaena dispar), Pseudophilotes bavius
- pești (6): avat (Aspius aspius), Cobitis taenia Complex, țipar (Misgurnus fossilis), săbiță (Pelecus cultratus), boarță (Rhodeus amarus), porcușor de șes (Romanogobio vladykovi)
- reptile (4): balaurul dobrogean (Elaphe sauromates), țestoasa de baltă (Emys orbicularis), țestoasa de uscat dobrogeană (Testudo graeca), țestoasă bănățeană (Testudo hermanni)

Pe lângă speciile protejate, pe teritoriul sitului au mai fost identificate 2 specii de plante, 1 specie de mamifere.